# Monte Andromeda (Alberta)
Il monte Andromeda è una montagna appartenente alle Montagne Rocciose Canadesi, localizzata al confine tra il Banff National Park e il Jasper National Park nella provincia canadese dell'Alberta, prossimo al Monte Athabasca.
Ha un'altezza di 3.450 metri sul livello del mare.